# Holomelina lamae
Holomelina lamae är en fjärilsart som beskrevs av Freeman 1941. Holomelina lamae ingår i släktet Holomelina och familjen björnspinnare. Inga underarter finns listade i Catalogue of Life.